# Ziqqurat

Sopra, la pianta topografica dell'E-anna, il santuario di Uruk (accadico; sumerico: Unug), con indicata la zona dove verrà eretta la ziqqurat, ad un solo piano, sulla cui sommità verrà collocata, in epoca cassita, anche il tempio di Inanna (Ištar). È stato rilevato come, nel periodo di Gemdet Nasr, fosse già presente nella stessa area un tempio in mattoni crudi posto su una terrazza. Distrutta durante l'occupazione accadica, la ziqqurat dell'E-anna fu ricostruita durante la dinastia di Ur III (re Ur-Nammu, XXI secolo a.C.) con base rettangolare (56×52,50 metri).
A destra, i resti del tempio di Innana (Ištar). Questa struttura, di epoca cassita (re Kara-indaš, XV sec. a.C.), era interamente costruita in mattoni cotti, e composta da un'antecella e da una cella fiancheggiate sui lati da piccole stanze. Il tempio di Innana (Ištar) era, all'esterno, decorato da fregi in mattoni a rilievo raffiguranti divinità sia maschili che femminili, con in mano il vaso delle acque fluttuanti, simbolo della fecondità.

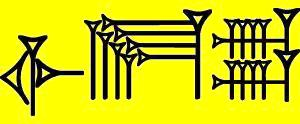
Segno cuneiforme: sumerico, u_{6}-nir; accadico: ziqquratu (ziqratu, variante assira: seqquratu), col significato di ziqqurat, torre templare, o picco della montagna, quindi da "essere alto, elevato"

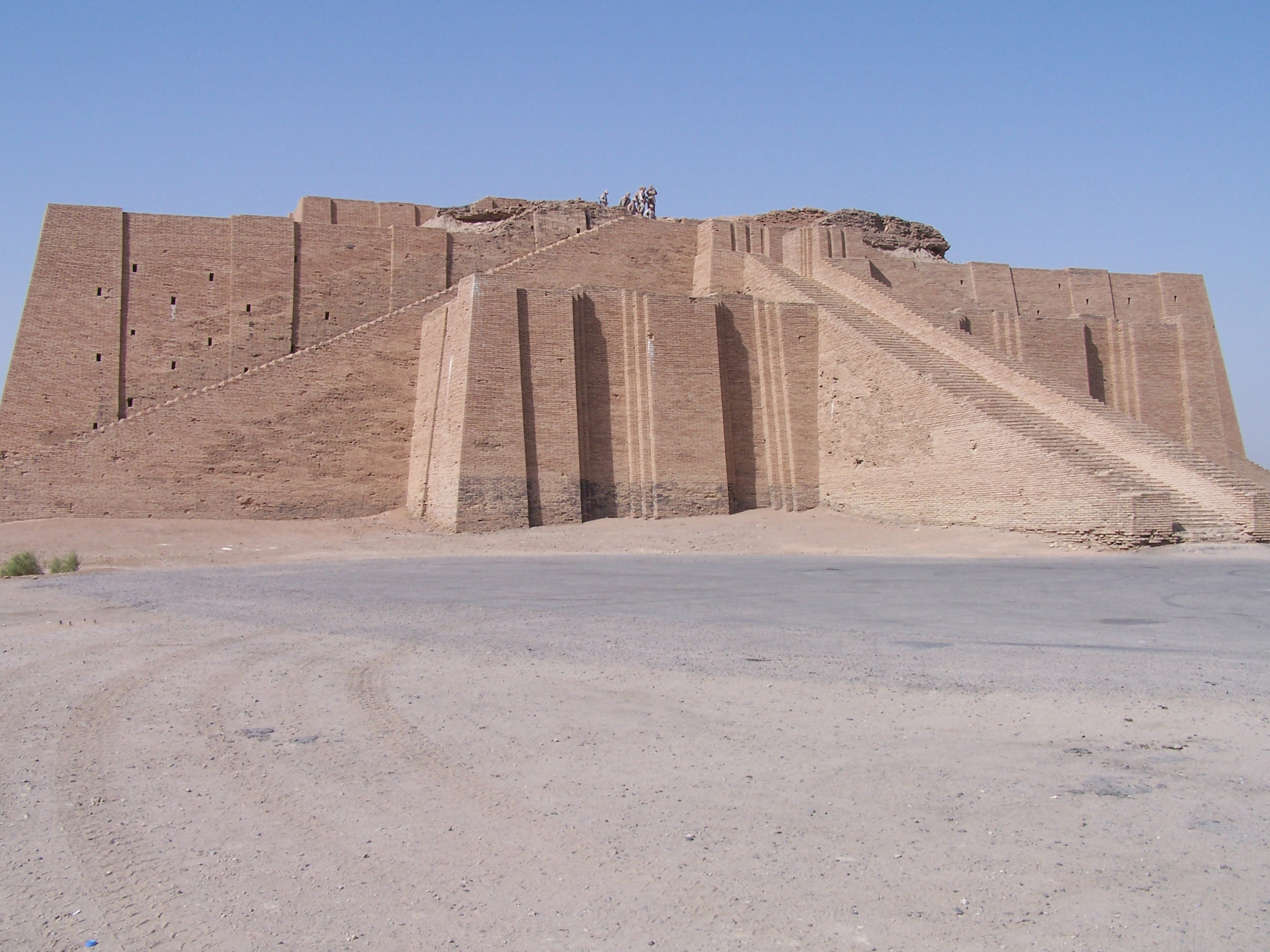
La ziqqurat di Ur, una delle meglio conservate. Eretta, orientandola secondo i punti cardinali, da Ur-Nammu, fu dedicata a Nanna, dio della Luna. L'accesso ai piani superiori era garantito da tre rampe di scale, si sono conservati solo i primi due livelli.

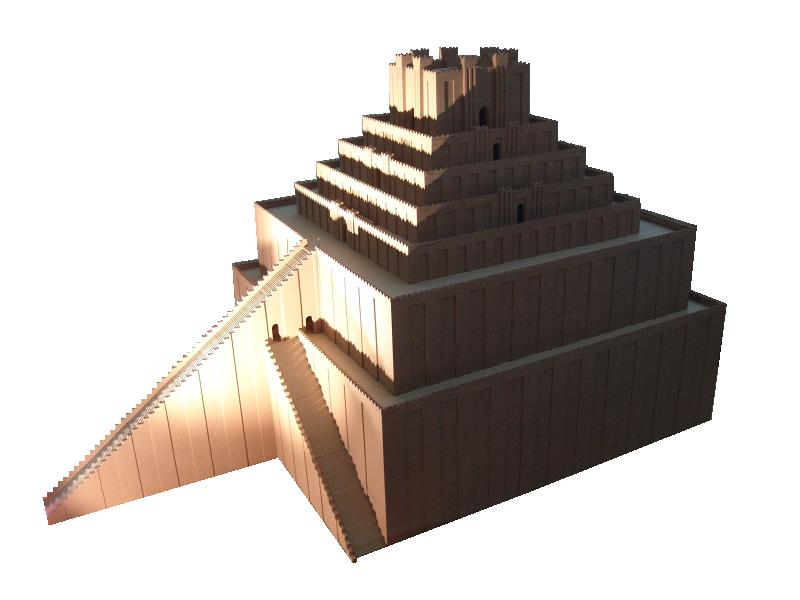
Modello di una possibile ricostruzione della ziqqurat di Babilonia, l'Etemenanki, conservato al Pergamonmuseum di Berlino.
A destra: un mattone in ceramica cotta, proveniente dalla città di Babilonia e risalente al VI secolo a.C.

Le ziqqurat (pron. [ˈʣikkurat]) o ziggurat (pron. [ˈʣiɡɡurat]; cuneiforme: 𒅆𒂍𒉪 sumero: u6-nir "alto edificio", da cui deriva il calco accadico: ziqquratu, per 𒁲𒊑 zaqāru "erigere") sono strutture religiose polifunzionali, più precisamente piattaforme cultuali sovrapposte, diffuse lungo tutta la Mesopotamia, ma anche sull'altopiano iranico e nelle zone dell'odierno Turkmenistan.

## Descrizione
La loro struttura è composta in genere da  tre strati di mattoni in argilla mischiata con paglia e talvolta dei pezzi di canna, fatto essiccare al sole. La quasi totalità dei resti delle ziqqurat è praticamente erosa e quindi è difficile immaginarne la forma, l'aspetto e anche la funzione. È probabile, tuttavia, che l'utilizzo della maggior parte di queste strutture fosse solo l'esterno, con una rampa di scale che conduceva alla loro cima.
Notevole eccezione è la ziqqurat di Uruk (XXI-XX secolo a.C.), eretta all'interno dell'area sacra dell'Eanna (santuario di An/Anu) che conserva alla sua cima un tempio, dedicato in epoca cassita alla dea Inanna (o Ishtar).

Il significato simbolico e religioso della loro conformazione è stato chiarito dall'archeologo romeno Mircea Eliade: 
(Mircea Eliade, Cosmologia e alchimia babilonesi. Firenze, Sansoni, 1992, pp. 15 e sgg.)
E questo richiamarsi alla "montagna" possiede quindi una precisa valenza:
(Mircea Eliade, Trattato di storia delle religioni. Torino, Boringhieri, pp. 111-112)
Anche il percorso di ascensione della ziqqurat da parte degli uomini possiede un significato preciso:
(Mircea Eliade, Trattato di storia delle religioni. Torino, Boringhieri, pp. 113-114)